# Латник Григорій Володимирович
Григо́рій Володи́мирович Ла́тник (нар. 1 листопада 1937, Київ) — український поет і перекладач поезії, лексикограф, енциклопедист.

## Біографія
Григорій Володимирович Латник народився 1 листопада 1937 року в Києві. 1970 року закінчив Київський інститут іноземних мов. Має декілька робітничих професій. У 1973—1996 роках — редактор, згодом — науковий редактор видавництва «Українська енциклопедія». З 2001 року — провідний редактор гуманітарного циклу видавництва «Перун». Відредагував сотні книжок у різних галузях знань.

## Творчість
Автор поетичних збірок:
- «Сонети дніпровських весен» (К., 1987),
- «Легенди циганських кочівель» (К., 2000),
- «Немов мерехтливі вогні» (К., 2003),
- «Сумуй за Сяном і за Доном» (К., 2004),
- «Рокований кохатись у піснях» (К., 2004),
- «Пропащі душі України» (К., 2007).

Зробив поетичну інтерпретацію українською мовою «Рубаяту» перса Омара Хаяма (К., 2002).
Переклав із циганської мови:
- повість Іліє Мазоре «Чари циганської троянди» (К., 2001),
- віршовану п'єсу Міхи Козимиренка «Червоні чобітки» (К., 2002),
- збірку поезій Ніко Сатхкевічо «Циганські шляхи» (К., 2003).

Переклав з іспанської мови «Кансьйонеро» Хорхе Манріке (К., 2005).
Уклав:
- фольклорно-поетичну збірку «Циганські чари» (К., 2004),
- «Усі твори в одному томі» українського поета Степана Руданського (К., 2005),
- «Усі твори в одному томі» Тараса Шевченка (К., 2006).

Оприлюднив численні добірки іспанських, португальських і французьких поетів у журналах «Всесвіт», «Вітчизна», «Дніпро», в альманаху «Поезія», у книжках видавництва «Дніпро».
Один з укладачів Великого тлумачного словника сучасної української мови (К., 2001) і Великого зведеного орфографічного словника сучасної української лексики (К., 2003).